# Altıağac
Altıağac (ryska: Алтыагач) är en ort i Azerbajdzjan.   Den ligger i distriktet Xızı Rayonu, i den östra delen av landet, 100 kilometer nordväst om huvudstaden Baku. Altıağac ligger 1 080 meter över havet och antalet invånare är 1 126.
Terrängen runt Altıağac är lite bergig. Runt Altıağac är det ganska glesbefolkat, med 26 invånare per kvadratkilometer.. Närmaste större samhälle är Xilmilli, 19,5 kilometer söder om Altıağac. 
Trakten runt Altıağac består i huvudsak av gräsmarker.